# Großer Preis von Schweden 1975
Der Große Preis von Schweden 1975 (offiziell XI Sveriges Grand Prix) fand am 8. Juni auf dem Scandinavian Raceway in Anderstorp statt und war das siebte Rennen der Automobil-Weltmeisterschaft 1975.

## Berichte

### Hintergrund
Für den schwedischen Grand Prix kehrten Mario Andretti und Torsten Palm ins Fahrerfeld zurück, nachdem sie den Großen Preis von Belgien zwei Wochen zuvor versäumt hatten. Frank Williams musste unterdessen gleich zwei neue Fahrer engagieren, da Arturo Merzario das Team verlassen hatte und Jacques Laffite aufgrund eines parallel stattfindenden Formel-2-Rennens in Hockenheim nicht zur Verfügung stand. Er entschied sich für Ian Scheckter sowie für den Formel-1-Neuling Damien Magee. Graham Hill ersetzte in seinem Team François Migault durch Vern Schuppan.

### Training
Vittorio Brambilla, der bereits in Belgien durch sehr gute Leistungen aufgefallen war, bestätigte seine Hochform eindrucksvoll mit dem Erreichen der Pole-Position im nicht als favorisiert geltenden March 751. Tyrrell-Pilot Patrick Depailler, Jean-Pierre Jarier im Shadow sowie Brabham-Pilot Carlos Reutemann belegten die Startplätze neben und hinter ihm. Dann folgte Niki Lauda als bester Ferrari-Pilot neben dem zweiten Werks-Brabham von Carlos Pace.
Titelverteidiger Emerson Fittipaldi erreichte im McLaren M23 den elften und Clay Regazzoni im zweiten Ferrari den zwölften Startplatz.

### Rennen
Brambilla ging in Führung vor Depailler, Jarier, Reutemann, Pace und Lauda. Diese Reihenfolge der ersten sechs Piloten änderte sich während der ersten 15 Runden lediglich durch ein erfolgreiches Überholmanöver von Reutemann gegen Jarier. Dann schied Depailler wegen eines Bremsdefektes aus. Im folgenden Umlauf wurde der führende Brambilla, der wegen überhitzender Reifen verlangsamte, von Reutemann überholt. Er entschied sich daraufhin für einen Boxenstopp zum Wechseln der Reifen, wodurch er weit zurückfiel. Hinter dem führenden Reutemann folgte daraufhin Jarier vor Pace, Lauda, Regazzoni und Andretti.
Durch Jariers technisch bedingten Ausfall in Runde 39 ergab sich eine Brabham-Doppelführung, die jedoch wenig später durch einen Dreher Paces endete. Der nun zweitplatzierte Lauda, der mit einer im Vergleich zu den meisten Konkurrenten härteren Reifenmischung unterwegs war, schloss während der folgenden Runden zu Reutemann auf. Im Zuge dessen unterbot er mehrfach den Rundenrekord. Im 70. Umlauf gelang ihm ein Überholmanöver gegen den Argentinier, der inzwischen mit Untersteuern zu kämpfen hatte. Damit stellte der Österreicher seinen dritten Sieg in Folge sicher. Hinter Reutemann und Regazzoni erreichten die beiden US-Amerikaner Mario Andretti und Mark Donohue sowie Tony Brise Platzierungen in den Punkten. Für Brise war dies der erste und einzige WM-Punkt seiner Formel-1-Karriere sowie der erste Punkt für das noch junge Werksteam Embassy Hill.

## Meldeliste
| Team                             | Nr. | Fahrer             | Chassis         | Motor                    | Reifen |
| -------------------------------- | --- | ------------------ | --------------- | ------------------------ | ------ |
| Marlboro Team Texaco             | 01  | Emerson Fittipaldi | McLaren M23     | Ford Cosworth DFV 3.0 V8 | G      |
| Marlboro Team Texaco             | 02  | Jochen Mass        | McLaren M23     | Ford Cosworth DFV 3.0 V8 | G      |
| Elf Team Tyrrell                 | 03  | Jody Scheckter     | Tyrrell 007     | Ford Cosworth DFV 3.0 V8 | G      |
| Elf Team Tyrrell                 | 04  | Patrick Depailler  | Tyrrell 007     | Ford Cosworth DFV 3.0 V8 | G      |
| John Player Team Lotus           | 05  | Ronnie Peterson    | Lotus 72E       | Ford Cosworth DFV 3.0 V8 | G      |
| John Player Team Lotus           | 06  | Jacky Ickx         | Lotus 72E       | Ford Cosworth DFV 3.0 V8 | G      |
| Martini Racing                   | 07  | Carlos Reutemann   | Brabham BT44B   | Ford Cosworth DFV 3.0 V8 | G      |
| Martini Racing                   | 08  | Carlos Pace        | Brabham BT44B   | Ford Cosworth DFV 3.0 V8 | G      |
| Beta Team March                  | 09  | Vittorio Brambilla | March 751       | Ford Cosworth DFV 3.0 V8 | G      |
| Lavazza March                    | 10  | Lella Lombardi     | March 751       | Ford Cosworth DFV 3.0 V8 | G      |
| Scuderia Ferrari SpA SEFAC       | 11  | Clay Regazzoni     | Ferrari 312T    | Ferrari 015 3.0 F12      | G      |
| Scuderia Ferrari SpA SEFAC       | 12  | Niki Lauda         | Ferrari 312T    | Ferrari 015 3.0 F12      | G      |
| Stanley B.R.M.                   | 14  | Bob Evans          | BRM P201        | BRM P200 3.0 V12         | G      |
| UOP Shadow Racing Team           | 16  | Tom Pryce          | Shadow DN5      | Ford Cosworth DFV 3.0 V8 | G      |
| UOP Shadow Racing Team           | 17  | Jean-Pierre Jarier | Shadow DN5      | Ford Cosworth DFV 3.0 V8 | G      |
| Team Surtees                     | 18  | John Watson        | Surtees TS16    | Ford Cosworth DFV 3.0 V8 | G      |
| Frank Williams Racing Cars       | 20  | Damien Magee       | Williams FW03   | Ford Cosworth DFV 3.0 V8 | G      |
| Frank Williams Racing Cars       | 21  | Ian Scheckter      | Williams FW04   | Ford Cosworth DFV 3.0 V8 | G      |
| Embassy Racing with Graham Hill  | 22  | Vern Schuppan      | Hill GH1        | Ford Cosworth DFV 3.0 V8 | G      |
| Embassy Racing with Graham Hill  | 23  | Tony Brise         | Hill GH1        | Ford Cosworth DFV 3.0 V8 | G      |
| Hesketh Racing                   | 24  | James Hunt         | Hesketh 308     | Ford Cosworth DFV 3.0 V8 | G      |
| Custom Made Harry Stiller Racing | 26  | Alan Jones         | Hesketh 308     | Ford Cosworth DFV 3.0 V8 | G      |
| Vel’s Parnelli Jones Racing      | 27  | Mario Andretti     | Parnelli VPJ4   | Ford Cosworth DFV 3.0 V8 | G      |
| Penske Cars                      | 28  | Mark Donohue       | Penske PC1      | Ford Cosworth DFV 3.0 V8 | G      |
| Copersucar-Fittipaldi            | 30  | Wilson Fittipaldi  | Copersucar FD02 | Ford Cosworth DFV 3.0 V8 | G      |
| Polar Caravans                   | 32  | Torsten Palm       | Hesketh 308     | Ford Cosworth DFV 3.0 V8 | G      |

## Klassifikationen

### Startaufstellung
| Pos. | Fahrer             | Konstrukteur    | Zeit     | Ø-Geschwindigkeit | Start |
| ---- | ------------------ | --------------- | -------- | ----------------- | ----- |
| 01   | Vittorio Brambilla | March-Ford      | 1:24,630 | 170,918 km/h      | 01    |
| 02   | Patrick Depailler  | Tyrrell-Ford    | 1:25,010 | 170,154 km/h      | 02    |
| 03   | Jean-Pierre Jarier | Shadow-Ford     | 1:25,060 | 170,054 km/h      | 03    |
| 04   | Carlos Reutemann   | Brabham-Ford    | 1:25,180 | 169,815 km/h      | 04    |
| 05   | Niki Lauda         | Ferrari         | 1:25,457 | 169,264 km/h      | 05    |
| 06   | Carlos Pace        | Brabham-Ford    | 1:25,802 | 168,583 km/h      | 06    |
| 07   | Tom Pryce          | Shadow-Ford     | 1:25,866 | 168,458 km/h      | 07    |
| 08   | Jody Scheckter     | Tyrrell-Ford    | 1:25,900 | 168,391 km/h      | 08    |
| 09   | Ronnie Peterson    | Lotus-Ford      | 1:26,012 | 168,172 km/h      | 09    |
| 10   | John Watson        | Surtees-Ford    | 1:26,085 | 168,029 km/h      | 10    |
| 11   | Emerson Fittipaldi | McLaren-Ford    | 1:26,088 | 168,023 km/h      | 11    |
| 12   | Clay Regazzoni     | Ferrari         | 1:26,283 | 167,644 km/h      | 12    |
| 13   | James Hunt         | Hesketh-Ford    | 1:26,500 | 167,223 km/h      | 13    |
| 14   | Jochen Mass        | McLaren-Ford    | 1:26,773 | 166,697 km/h      | 14    |
| 15   | Mario Andretti     | Parnelli-Ford   | 1:26,821 | 166,605 km/h      | 15    |
| 16   | Mark Donohue       | Penske-Ford     | 1:27,154 | 165,968 km/h      | 16    |
| 17   | Tony Brise         | Hill-Ford       | 1:27,318 | 165,657 km/h      | 17    |
| 18   | Jacky Ickx         | Lotus-Ford      | 1:27,320 | 165,653 km/h      | 18    |
| 19   | Alan Jones         | Hesketh-Ford    | 1:27,375 | 165,548 km/h      | 19    |
| 20   | Ian Scheckter      | Williams-Ford   | 1:27,470 | 165,369 km/h      | 20    |
| 21   | Torsten Palm       | Hesketh-Ford    | 1:27,642 | 165,044 km/h      | 21    |
| 22   | Damien Magee       | Williams-Ford   | 1:27,676 | 164,980 km/h      | 22    |
| 23   | Bob Evans          | B.R.M.          | 1:28,422 | 163,588 km/h      | 23    |
| 24   | Lella Lombardi     | March-Ford      | 1:28,687 | 163,099 km/h      | 24    |
| 25   | Wilson Fittipaldi  | Copersucar-Ford | 1:28,810 | 162,874 km/h      | 25    |
| 26   | Vern Schuppan      | Hill-Ford       | 1:29,032 | 162,562 km/h      | 26    |

### Rennen
| Pos. | Fahrer             | Konstrukteur    | Runden | Stopps | Zeit        | Start | Schnellste Runde |
| ---- | ------------------ | --------------- | ------ | ------ | ----------- | ----- | ---------------- |
| 01   | Niki Lauda         | Ferrari         | 80     | 0      | 1:59:18,319 | 05    | 1:28,267 (61.)   |
| 02   | Carlos Reutemann   | Brabham-Ford    | 80     | 0      | + 6,288     | 04    | 1:28,555         |
| 03   | Clay Regazzoni     | Ferrari         | 80     | 0      | + 29,095    | 12    | 1:28,852         |
| 04   | Mario Andretti     | Parnelli-Ford   | 80     | 0      | + 44,380    | 15    | 1:28,660         |
| 05   | Mark Donohue       | Penske-Ford     | 80     | 0      | + 1:30,763  | 16    | 1:29,258         |
| 06   | Tony Brise         | Hill-Ford       | 79     | 0      | + 1 Runde   | 17    | 1:29,252         |
| 07   | Jody Scheckter     | Tyrrell-Ford    | 79     | 0      | + 1 Runde   | 08    | 1:29,881         |
| 08   | Emerson Fittipaldi | McLaren-Ford    | 79     | 0      | + 1 Runde   | 11    | 1:29,369         |
| 09   | Ronnie Peterson    | Lotus-Ford      | 79     | 0      | + 1 Runde   | 09    | 1:29,370         |
| 10   | Torsten Palm       | Hesketh-Ford    | 78     | 0      | DNF         | 21    | 1:29,983         |
| 11   | Alan Jones         | Hesketh-Ford    | 78     | 0      | + 2 Runden  | 19    | 1:30,157         |
| 12   | Patrick Depailler  | Tyrrell-Ford    | 78     | 0      | + 2 Runden  | 02    | 1:28,805         |
| 13   | Bob Evans          | B.R.M.          | 78     | 0      | + 2 Runden  | 23    | 1:21,155         |
| 14   | Damien Magee       | Williams-Ford   | 78     | 0      | + 2 Runden  | 22    | 1:31,524         |
| 15   | Jacky Ickx         | Lotus-Ford      | 77     | 0      | + 3 Runden  | 18    | 1:30,389         |
| 16   | John Watson        | Surtees-Ford    | 77     | 2      | + 3 Runden  | 10    | 1:29,091         |
| 17   | Wilson Fittipaldi  | Copersucar-Ford | 74     | 0      | + 6 Runden  | 25    | 1:31,831         |
| –    | Tom Pryce          | Shadow-Ford     | 53     | 1      | DNF         | 07    | 1:28,677         |
| –    | Ian Scheckter      | Williams-Ford   | 49     | 0      | DNF         | 20    | 1:31,029         |
| –    | Vern Schuppan      | Hill-Ford       | 47     | 0      | DNF         | 26    | 1:30,809         |
| –    | Carlos Pace        | Brabham-Ford    | 41     | 0      | DNF         | 06    | 1:28,569         |
| –    | Jean-Pierre Jarier | Shadow-Ford     | 38     | 0      | DNF         | 03    | 1:28,340         |
| –    | Vittorio Brambilla | March-Ford      | 36     | 1      | DNF         | 01    | 1:28,567         |
| –    | Jochen Mass        | McLaren-Ford    | 34     | 0      | DNF         | 14    | 1:29,419         |
| –    | James Hunt         | Hesketh-Ford    | 21     | 0      | DNF         | 13    | 1:29,353         |
| –    | Lella Lombardi     | March-Ford      | 10     | 0      | DNF         | 24    | 1:31,999         |

## WM-Stände nach dem Rennen
Die ersten sechs des Rennens bekamen 9, 6, 4, 3, 2 bzw. 1 Punkt(e). In der Konstrukteurswertung zählten nur die Punkte des bestplatzierten Fahrers eines Teams. Es zählten nur die besten sieben Ergebnisse aus den ersten acht Rennen und die besten fünf aus den letzten sechs Rennen. Streichresultate sind in Klammern gesetzt.

### Fahrerwertung
| Pos. | Fahrer             | Konstrukteur              | Punkte |
| ---- | ------------------ | ------------------------- | ------ |
| 01   | Niki Lauda         | Ferrari                   | 32     |
| 02   | Carlos Reutemann   | Brabham-Ford              | 22     |
| 03   | Emerson Fittipaldi | McLaren-Ford              | 21     |
| 04   | Carlos Pace        | Brabham-Ford              | 16     |
| 05   | Jody Scheckter     | Tyrrell-Ford              | 15     |
| 06   | Clay Regazzoni     | Ferrari                   | 12     |
| 07   | Patrick Depailler  | Tyrrell-Ford              | 11     |
| 08   | Jochen Mass        | McLaren-Ford              | 10,5   |
| 09   | James Hunt         | Hesketh-Ford              | 7      |
| 10   | Ronnie Peterson    | Lotus-Ford                | 3      |
| 11   | Jacky Ickx         | Lotus-Ford                | 3      |
| 12   | Mario Andretti     | Parnelli-Ford             | 3      |
| 13   | Mark Donohue       | Penske-Ford               | 2      |
| 14   | Jean-Pierre Jarier | Shadow-Ford               | 1,5    |
| 15   | Vittorio Brambilla | March-Ford                | 1      |
| 16   | Tom Pryce          | Shadow-Ford               | 1      |
| 17   | Tony Brise         | Williams-Ford / Hill-Ford | 1      |
| 18   | Lella Lombardi     | March-Ford                | 0,5    |

| Pos. | Fahrer            | Konstrukteur          | Punkte |
| ---- | ----------------- | --------------------- | ------ |
| 19   | Rolf Stommelen    | Lola-Ford / Hill-Ford | 0      |
| 20   | John Watson       | Surtees-Ford          | 0      |
| 21   | Bob Evans         | B.R.M.                | 0      |
| 22   | Graham Hill       | Lola-Ford             | 0      |
| 23   | Torsten Palm      | Hesketh-Ford          | 0      |
| 24   | Jacques Laffite   | Williams-Ford         | 0      |
| 25   | Guy Tunmer        | Lotus-Ford            | 0      |
| 26   | Alan Jones        | Hesketh-Ford          | 0      |
| 27   | Wilson Fittipaldi | Copersucar-Ford       | 0      |
| 28   | Eddie Keizan      | Lotus-Ford            | 0      |
| 29   | Dave Charlton     | McLaren-Ford          | 0      |
| 30   | Damien Magee      | Williams-Ford         | 0      |
| –    | Arturo Merzario   | Williams-Ford         | 0      |
| –    | Mike Wilds        | B.R.M.                | 0      |
| –    | Ian Scheckter     | Tyrrell-Ford          | 0      |
| –    | Roelof Wunderink  | Ensign-Ford           | 0      |
| –    | François Migault  | Hill-Ford             | 0      |
| –    | Vern Schuppan     | Hill-Ford             | 0      |

### Konstrukteurswertung
| Pos. | Konstrukteur  | Punkte  |
| ---- | ------------- | ------- |
| 01   | Ferrari       | 35      |
| 03   | Brabham-Ford  | 33 (35) |
| 02   | McLaren-Ford  | 26,5    |
| 04   | Tyrrell-Ford  | 19      |
| 05   | Hesketh-Ford  | 7       |
| 06   | Lotus-Ford    | 6       |
| 07   | Parnelli-Ford | 3       |
| 08   | Shadow-Ford   | 2,5     |

| Pos. | Konstrukteur    | Punkte |
| ---- | --------------- | ------ |
| 09   | Penske-Ford     | 2      |
| 10   | March-Ford      | 1      |
| 11   | Hill-Ford       | 1      |
| 12   | Williams-Ford   | 0      |
| 13   | Lola-Ford       | 0      |
| 14   | Surtees-Ford    | 0      |
| 15   | B.R.M.          | 0      |
| 16   | Copersucar-Ford | 0      |